# Koinonia Jan Křtitel
Koinonia Jan Křtitel je křesťanské společenství vzniklé na půdě katolické církve.

## Historie
Komunitu založil argentinský kněz P. Ricardo Argaňaraz (*1936). Ten v roce 1954 po silné zkušenosti obrácení vstoupil do kněžského semináře a 15. července 1962 byl v Saltě vysvěcen na kněze. Byl poslán do Itálie na studia filosofie a kanonického práva na papežských univerzitách a měl možnost účastnit se zahájení II. vatikánského koncilu.
Působil na vatikánském Státním sekretariátu, později se věnoval kontemplativnímu životu, a proto spolu s dalšími kněžími založil sdružení Kněžské bratrstvo (Fraternità presbiterale).
V letech 1974–1975 prožil zkušenost několika vylití Ducha svatého s projevy charismatických darů. V tomto období, po dvou měsících samoty na hoře Pasubio, přijal vnuknutí dát vzniknout nové komunitě. Dne 19. září 1975 se poprvé dostal do Camparma, neobydlené osady patřící k horské obci Valli del Pasubio blízko Vicenzy, kde se usadil.
Asi po třech letech života v samotě vzniká s příchodem prvních povolání zárodek komunity, jejž budou záhy následovat další založení nejprve v Itálii, a poté i jinde ve světě. Roku 1978 vykrystalizovala základní programová linie komunity – nová evangelizace ve světle Ježíšova vzkříšení, a 1. ledna 1979 došlo v Loretu k jejímu oficiálnímu založení.
Během dalších let růstu komunita postupně přijala federativní uspořádání a církevně-kanonický status soukromého sdružení věřících.
V roce 1999 se Ricardo Argaňaraz vzdal veškerých řídících funkcí.
K roku 2021 Koinonia Jan Křtitel čítala víc než 30 celibátních komunit, k nimž se řadily další četné reality. Celkový počet členů včetně laiků, zasvěcených a kněží překračoval 10 000.
Komunita se nachází v různých zemích pěti kontinentů: Austrálie, Belgie, Česko, Francie, Indie, Irsko, Itálie, Izrael, Jihoafrická republika, Lucembursko, Maďarsko, Mauricius, Mexiko, Německo, Polsko, Slovensko, Španělsko, Švédsko, Švýcarsko, USA, Velká Británie a Zimbabwe.
Komunita projevuje rysy charismatického křesťanství. Věnuje se evangelizačním a misijním aktivitám, pastorační činnosti, různým druhům evangelizačních setkání pro mládež, manželské páry, službě ve věznicích a mnohým dalším.

## Komunita v České republice
Do České republiky přišla komunita na pozvání plzeňského biskupa Františka Radkovského v roce 1995. Brzy nato založila svou první českou oázu se sídlem v Plzni-Liticích. Představeným je P. Francesco Meneghini.